# Zach Edwards
Zach Edwards (* 26. Februar 1998 in West St. Paul, Minnesota) ist ein US-amerikanischer American-Football-Spieler auf der Position des Quarterbacks. Zuletzt spielte er für die Paris Musketeers in der European League of Football (ELF). Er spielte College-Football für die St. Scholastica Saints in Duluth, Minnesota.

## Karriere
Edwards besuchte zunächst die Henry Sibley High-School in Mendota Heights, einem Vorort von Minneapolis–Saint Paul. Von 2015 bis 2019 spielte er bei den St. Scholastica Saints in der Minnesota Intercollegiate Athletic Conference der NCAA Division III. Mit 90 Touchdowns und 9024 geworfenen Yards in 36 Spielen hält er dort den Schulrekord. 2019 wurde er in den FCS Bowl eingeladen, dem All Star Game der NCAA Division I Football Championship Subdivision. Dort wurde er als MVP ausgezeichnet.
In der Saison 2020/21 spielte Edwards für die L’Hospitalet Pioners in Barcelona, Spanien. Mit diesen gewann er die Meisterschaft der zweithöchsten Spielklasse LNFA B.
Zur Saison 2021 wurde er von den Barcelona Dragons in der neu gegründeten European League of Football verpflichtet. Dort warf er in zehn Spielen für 2514 Yards und 21 Touchdown und lief für 334 Yards und drei Touchdowns. Nach dem Sieg der Dragons gegen die Cologne Centurions wurde als MVP der Woche 8 ausgezeichnet. Im Dezember 2021 verlängerte er den Vertrag für die Saison 2022.
Zur Saison 2023 unterschrieb Edwards einen Vertrag bei den neu gegründeten Paris Musketeers in der European League of Football.
Im Februar 2025 gab Edwards via Instagram bekannt, dass er sich aus persönlichen Gründen vorerst vom Football zurückziehen wolle.

## Statistiken
| Jahr                            | Team              | Spiele | Passspiel | Passspiel | Passspiel | Passspiel | Passspiel | Passspiel | Passspiel | Passspiel | Laufspiel | Laufspiel | Laufspiel | Laufspiel | Laufspiel | Laufspiel |
| Jahr                            | Team              | Spiele | Cmp       | Att       | Qte       | Yds       | Avg       | TD        | Int       | Eff       | Att       | Yds       | Avg       | TD        | Fum       | Lst       |
| ------------------------------- | ----------------- | ------ | --------- | --------- | --------- | --------- | --------- | --------- | --------- | --------- | --------- | --------- | --------- | --------- | --------- | --------- |
| European League of Football     |                   |        |           |           |           |           |           |           |           |           |           |           |           |           |           |           |
| 2021                            | Barcelona Dragons | 10     | 192       | 357       | 53,8 %    | 2.514     | 13,1      | 21        | 11        | 083,01    | 078       | 0334      | 3,2       | 03        | 01        | 1         |
| 2022                            | Barcelona Dragons | 12     | 255       | 434       | 58,8 %    | 3.325     | 13,0      | 36        | 10        | 101,02    | 098       | 0549      | 5,6       | 04        | 06        | 1         |
| 2023                            | Paris Musketeers  | 12     | 258       | 435       | 59,3 %    | 3.096     | 12,0      | 30        | 12        | 092,66    | 123       | 0575      | 4,7       | 07        | 09        | 2         |
| 2024                            | Paris Musketeers  | 12     | 207       | 340       | 60,8 %    | 3.057     | 14,8      | 34        | 17        | 115,04    | 120       | 0792      | 6,6       | 08        | 04        | 2         |
| ELF Gesamt                      | ELF Gesamt        | 46     | 912       | 1.566     | 58,2 %    | 11.992    | 13,1      | 121       | 40        | 097,63    | 419       | 2.250     | 5,1       | 22        | 20        | 6         |
| Quellen: sportsmetrics.football |                   |        |           |           |           |           |           |           |           |           |           |           |           |           |           |           |

| Jahr                            | Team              | Spiele | Passspiel | Passspiel | Passspiel | Passspiel | Passspiel | Passspiel | Passspiel | Passspiel | Laufspiel | Laufspiel | Laufspiel | Laufspiel | Laufspiel | Laufspiel |
| Jahr                            | Team              | Spiele | Cmp       | Att       | Qte       | Yds       | Avg       | TD        | Int       | Eff       | Att       | Yds       | Avg       | TD        | Fum       | Lst       |
| ------------------------------- | ----------------- | ------ | --------- | --------- | --------- | --------- | --------- | --------- | --------- | --------- | --------- | --------- | --------- | --------- | --------- | --------- |
| European League of Football     |                   |        |           |           |           |           |           |           |           |           |           |           |           |           |           |           |
| 2022                            | Barcelona Dragons | 1      | 11        | 30        | 36,7 %    | 124       | 11,3      | 1         | 0         | 60,97     | 09        | 013       | 1,4       | 0         | 0         | 0         |
| 2024                            | Paris Musketeers  | 2      | 35        | 70        | 50,0 %    | 461       | 13,2      | 5         | 3         | 77,14     | 26        | 132       | 5,1       | 2         | 0         | 0         |
| ELF Gesamt                      | ELF Gesamt        | 3      | 46        | 100       | 46,0 %    | 585       | 12,7      | 6         | 3         | 72,29     | 35        | 145       | 4,14      | 2         | 0         | 0         |
| Quellen: sportsmetrics.football |                   |        |           |           |           |           |           |           |           |           |           |           |           |           |           |           |